# Gonzalo Papa
Gonzalo Sebastián Papa Palleiro (Montevideo, Uruguay, 8 de mayo de 1989) es un futbolista uruguayo. Juega como mediocentro y su equipo actual es el Club Atlético Güemes de la Primera Nacional.

## Trayectoria
Realizó las divisiones menores en Centro Atlético Fénix, club con el cual debutó en 2009. A pesar de su juventud era habitual titular en el mediocampo albivioleta, jugando un total de 155 partidos en 7 años. Jugó la Copa Sudamericana 2011 donde fue eliminado ante Universidad de Chile, además fue expulsado en el partido de vuelta.

### Arsenal de Sarandí
A inicios de 2016, fue confirmado como nuevo refuerzo de Arsenal de Sarandi, fichó a préstamo por 18 meses. Fue un pedido del argentino Sergio Rondina luego de la partida del volante central Matías Zaldivia al fútbol chileno. Jugó al lado de su compatriota Joaquín Boghossian.
A mediados de 2017, ficha por Villa Dálmine.
Luego de haber jugado un año y medio por el Club Agropecuario, en enero de 2020 ficha por Ayacucho FC para afrontar la Liga 1 Perú. Jugará con sus compatriotas Hugo Souza y Leandro Sosa.

## Selección Juvenil
Participó de los Juegos Panamericanos de 2011 realizados en México con el seleccionado Sub-22 de Uruguay. Jugó 4 partidos.

## Clubes
| Club               | País      | Año       | Partidos | Goles |
| ------------------ | --------- | --------- | -------- | ----- |
| Fénix              | Uruguay   | 2009-2015 | 155      | 3     |
| Arsenal de Sarandí | Argentina | 2016-2017 | 23       | 0     |
| Villa Dálmine      | Argentina | 2017-2018 | 23       | 1     |
| Agropecuario       | Argentina | 2018-2019 | 23       | 0     |
| Ayacucho F. C.     | Perú      | 2020      | 25       | 1     |
| Albion FC          | Uruguay   | 2021-Act. | 30       | 1     |

## Palmarés

### Títulos nacionales
| Título          | Club        | País | Año  |
| --------------- | ----------- | ---- | ---- |
| Torneo Clausura | Ayacucho FC | Perú | 2020 |